# Zsuzsa Kovács
Zsuzsa Kovács   (Hódmezővásárhely, 13 de novembre de 1945) és una nedadora hongaresa, ja retirada, que va competir durant la dècada de 1960.
En el seu palmarès destaca una medalla de bronze en la cursa dels 4×100 metres lliures del Campionat d'Europa de natació de 1962. El 1964 va prendre part en els Jocs Olímpics d'Estiu de Tòquio, on disputà dues proves del programa de natació. Fou desqualificada en la final dels 4x100 metres estils, mentre en els 200 metres braça quedà eliminada en sèries.